# Music Canada
Music Canada (với tên cũ là Hiệp hội Công nghiệp ghi âm Canada hay Canadian Recording Industry Association) là một tổ chức có trụ sở tại Toronto, Canada. Là một tổ chức phi lợi nhuận, Music Canada được thành lập vào ngày 9 tháng 4 năm 1963 với mục đích sản xuất, quảng bá và cấp chứng nhận doanh số đĩa thu âm cho các ấn hành nhạc tại Canada.

## Chứng nhận doanh số đĩa thu âm

### Album
| Chứng nhận | Trước ngày 1 tháng 5 năm 2008 | Kể từ ngày 1 tháng 5 năm 2008 |
| ---------- | ----------------------------- | ----------------------------- |
| Vàng       | 50.000                        | 40.000                        |
| Bạch kim   | 100.000                       | 80.000                        |
| Kim cương  | 1.000.000                     | 800.000                       |

### Đĩa đơn

#### Dạng thường (CD, vinyl...)
| Chứng nhận | Trước tháng 2 năm 1982 | Trước tháng 9 năm 2002 và sau tháng 2 năm 1982 | Sau tháng 9 năm 2002 |
| ---------- | ---------------------- | ---------------------------------------------- | -------------------- |
| Vàng       | 75.000                 | 50.000                                         | 5.000                |
| Bạch kim   | 150.000                | 100.000                                        | 10.000               |

#### Dạng tải từ mạng xuống
| Chứng nhận | Trước tháng 1 năm 2007 | Trước tháng 3 năm 2010 và sau tháng 1 năm 2007[C] | Sau tháng 5 năm 2010 |
| ---------- | ---------------------- | ------------------------------------------------- | -------------------- |
| Vàng       | 10.000                 | 20.000                                            | 40.000               |
| Bạch kim   | 20.000                 | 40.000                                            | 80.000               |

#### Dưới dạng tải nhạc chuông
| Chứng nhận | Doanh số |
| ---------- | -------- |
| Vàng       | 20.000   |
| Bạch kim   | 40.000   |

### Video
| Chứng nhận | Doanh số |
| ---------- | -------- |
| Vàng       | 5.000    |
| Bạch kim   | 10.000   |